# هستی و زمان
هستی و زمان یا وجود و زمان (به آلمانی: Sein Und Zeit) کتابی از مارتین هایدگر است که برخی آن را مهم‌ترین اثر فلسفی قرن بیستم نامیده‌اند. برخی آن را به بمبی در عالم فلسفه مانند کرده‌اند. گفته‌اند که حتی منتقدانش از تأثیر این کتاب در امان نمانده‌اند.

## اهمیّت کتاب هستی و زمان
این کتاب جریان فکری اگزیستانسیالیسم، ساختارشکنی، هرمنوتیک و الهیات مدرن و (تاحدی) نظریات نقد ادبی و هنری، روانکاوی و بسیاری از جنبش‌های علوم انسانی معاصر را به شدت تحت تأثیر قرار داده‌است.

## تقسیم‌بندی کتاب
کتاب هستی و زمان هایدگر از یک مقدمه و یک بخش تشکیل شده‌است. هایدگر در مقدمه این کتاب به ضرورت پرداختن به پرسش دربارهٔ بودن یا هستی اشاره می‌کند. وی این ضرورت را بر دوپایه وجودشناسی و هستی‌شناسی تشخیص می‌دهد. بر پایه اول موضوع اصلی خود بودن است و انسان نیز از آن منظر دیده می‌شود. بر پایه دوم منظر بودنی‌ها است که محور است. بخش اصلی کتاب خود مشتمل بر دو بحث کلی است یکی تحلیلی بنیادین دازاین (Dasein) و دیگری هستی و زمان هر یک از این دو بحث کلی از شش فصل تشکیل شده‌اند. در فصول شش‌گانه، مبحث اول هایدگر پس از ارائه روش تحلیل وجودی، به تفاوت آن با انسان‌شناسی و روان‌شناسی و هستی‌شناسی تأکید می‌کند. آن گاه بر همین اساس به تشریح مباحثی چون بودن در دنیا بودگی دنیا، نگرش هرمنوتیکی با دیگری بودن، خود بودن خود-روزمره، فهم حالت بودن ارتباط زبانی و نهایتاً دغدغه می‌پردازد. او در ششمین مبحث در چارچوب مقوله دغدغه به عنوان مقوله محوری مقولاتی چون حقیقت اضطراب و عیانی (بروز) هستند را به بحث می‌گذارد. در قسمت دوم بخش اول کتاب، هایدگر به وجه دومی که در عنوان آن آمده‌است یعنی زمان می‌پردازد. در این قسمت نیز در قالب فصولی ششگانه مباحثی که بیانگر تفکیک‌ناپذیری بودن در دنیا و زمانی بودن دغدغه هستند را ارائه کرده‌است. در این چارچوب مباحث اساسی قسمت اول این بار در ارتباط با زمانی بودن مورد بحث قرار می‌گیرند. مقولاتی چون آشکاری و عیانی مسئولیت و خویشتن اصیل در این چارچوب مورد بررسی قرار گرفته‌اند. نهایتاً تاریخ‌مندی و در زمان بودن، به عنوان نتایج این کتاب مورد بحث هستند.

## دو شاخص تفکر هایدگر در هستی و زمان
هایدگر در این اثر دو کار اساسی انجام داده‌است یکی طرح پرسش معنای بودن به جای صرف به عنوان مبنای بودنی‌ها. طرح این پرسش دربردارنده نگرش جدیدی راجع به انسان است که طبق آن انسان موجودی است که به هیچ وجه نمی‌تواند جدا و منقطع از زمینه وجودی خویش باشد. انسان یک عامل مستقل و مسلط بر آنچه در پیرامون او قرار دارد نیست بلکه او چیزی است که خصلت اش در دنیا بودن است. عطف به چیزها در پیرامون و با دیگران بودن ویژگی‌های انسان است نه این که انسان ابتدا هست و آنگاه معطوف به چیزی است. تعلق و ارتباط چیزها و دیگران نسبت به موجودیت انسان متقدم اند نه متاخر. به همین دلیل هایدگر از واژه دازاین استفاده کرده‌است که در عین حال هم به معنای زندگی است و هم به معنای تجلیگاه بودن است. دوم این که هایدگر قائل به تقدم وجود (Existence) بر سرشت (Wessen) است انسان ابتدا برای خاطر چیزی در دنیا در کنار دیگران وجود دارد. از نظر هایدگر اضطراب ندای وجدان و مسئولیت از طریق وساطت دغدغه که خود یک خصلت وجودی انسان است امکان شکل‌گیری سرشت انسانی را به وجود می‌آورند.

## دیگر
نخستین انتشار آلمانی کتاب شامل تقدیمی بود به ادموند هوسرل که تباری یهودی داشت. در پنجمین نسخه سال ۱۹۴۱ این عنوان تقدیمی حذف شده بود که به گفته هایدگر تحت فشار ناشر برداشته شده بود. در تمام انتشارات بعد از دوره سوسیالیسم ملی این عنوان دوباره اضافه شد.

هایدگر تلاش می‌کند نظریه فلسفی هستی، هستی‌شناسی را بر بنیادی نو قرار دهد.

آثار برجسته گادامر یا موریس مرلو پونتی یا همچین ژاک دریدا به شدت تحت تأثیر این کتاب است.

از نخستین کسانی که هایدگر را به ایران معرفی کردند می‌توان از احمد فردید نام برد.

## ترجمه‌ها به فارسی
- وجود و زمان، مارتین هایدگر، ترجمهٔ محمود نوالی، تبریز: انتشارات دانشگاه تبریز، ۱۳۸۶.[۱]
- هستی و زمان، مارتین هایدگر، ترجمه سیاوش جمادی، تهران: انتشارات ققنوس، ۱۳۸۶[۲]؛ ویراست دوم، تهران: انتشارات ققنوس، ۱۳۸۹.
- هستی و زمان، مارتین هایدگر، ترجمه عبدالکریم رشیدیان، تهران: نشر نی، ۱۳۸۹.